# Haley Bennett
Haley Bennett, nata Haley Loraine Keeling (Fort Myers, 7 gennaio 1988), è un'attrice e cantante statunitense.

## Biografia
Dopo avere vissuto per qualche tempo in Ohio, ritorna nella natia Florida, dove frequenta il liceo e nel frattempo studia musica e recitazione, seguendo anche un corso da modella. Nel 2004, durante una vacanza in California, viene scoperta da un produttore e nel 2005 si trasferisce con la madre a Los Angeles, dove firma un contratto per tre film con la Warner Bros. Pictures. Nel 2007 debutta sul grande schermo in Scrivimi una canzone, accanto a Hugh Grant e Drew Barrymore, dove mette in evidenza anche le proprie qualità canore, per poi comparire in altre pellicole come Io & Marley (2008), con Jennifer Aniston ed Owen Wilson. Nel 2009 è tra i protagonisti del film horror The Hole, per la regia di Joe Dante. Lo stesso anno è tra i protagonisti del cortometraggio Passage, per la regia di Shekhar Kapur. L'anno successivo è in Kaboom di Gregg Araki.
È apparsa nel numero di febbraio 2007 di GQ. Nello stesso anno ha firmato con la 550 Music/NuSound Records (facente parte della Epic Records), e ha iniziato a lavorare al suo primo album, che ha dedicato al suo ex-fidanzato e che è stato creato con la collaborazione del cantautore Shaley Scott. La Bennett ha eseguito il suo primo concerto live presso la Zecca di Los Angeles il 19 giugno 2008 e, nell'ottobre dello stesso anno, è apparsa nel numero di ottobre di Teen Vogue nella sezione Young Hollywood. È inoltre apparsa in un video musicale. Ha frequentato il modello Rick Malambri e, dal 2009, frequenta Ryan Eggold. Nel 2016 è nel cast del thriller La ragazza del treno. L'anno successivo viene scelta come testimonial della fragranza Chloé. Nel 2021 interpreta Roxanne nel film musicale di Joe Wright Cyrano.

## Filmografia

### Cinema
- Scrivimi una canzone (Music and Lyrics), regia di Marc Lawrence (2007)
- L'esorcismo di Molly Hartley (The Haunting of Molly Hartley), regia di Mickey Liddell (2008)
- College, regia di Deb Hagan (2008)
- Io & Marley (Marley & Me), regia di David Frankel (2008)
- The Hole, regia di Joe Dante (2009)
- Arcadia Lost, regia di Phedon Papamichael (2010)
- Kaboom, regia di Gregg Araki (2010)
- The Equalizer - Il vendicatore (The Equalizer), regia di Antoine Fuqua (2014)
- Kristy, regia di Oliver Blackburn (2014)
- Hardcore! (Hardcore Henry), regia di Il'ja Najšuller (2015)
- Vicolo cieco (A Kind of Murder), regia di Andy Goddard (2016)
- I magnifici 7 (The Magnificent Seven), regia di Antoine Fuqua (2016)
- La ragazza del treno (The Girl on the Train), regia di Tate Taylor (2016)
- L'eccezione alla regola (Rules Don't Apply), regia di Warren Beatty (2016)
- Thank You for Your Service, regia di Jason Hall (2017)
- Red Sea Diving (The Red Sea Diving Resort), regia di Gideon Raff (2019)
- Swallow, regia di Carlo Mirabella-Davis (2019)
- Le strade del male (The Devil All the Time), regia di Antonio Campos (2020)
- Elegia americana (Hillbilly Elegy), regia di Ron Howard (2020)
- Cyrano, regia di Joe Wright (2021)
- Till - Il coraggio di una madre (Till), regia di Chinonye Chukwu (2022)
- She is love, regia di Jamie Adams (2022)
- Madame Clicquot (Widow Clicquot), regia di Thomas Napper (2023)
- Borderlands, regia di Eli Roth (2024)
- Race for Glory: Audi vs. Lancia, regia di Stefano Mordini (2024)

### Televisione
- La terra dei fuori legge (Outlaw Country) - film TV (2012)

### Cortometraggi
- Passage, regia di Shekhar Kapur (2009)
- Lowlinght: A Wonderful Lie, regia di Max Hoffman (2009)
- Sleepwalking in the Rift, regia di Cary Fukunaga (2012)
- LP: Into the Wild, regia di Shane C. Dracke (2012)
- Chloe: L'Eau, regia di Stéphanie Di Giusto (2017)

## Doppiatrici italiane
Nelle versioni in italiano delle opere in cui ha recitato, Haley Bennett è stata doppiata da:
- Domitilla D'Amico ne La ragazza del treno, Red Sea Diving, Elegia americana, Race for Glory: Audi vs. Lancia, Madame Clicquot
- Gemma Donati in The Hole, The Equalizier - Il vendicatore, Vicolo cieco
- Veronica Puccio in Scrivimi una canzone, Kristy, I magnifici 7
- Benedetta Degli Innocenti in Cyrano
- Chiara Gioncardi in Kaboom
- Stella Musy in Hardcore!
- Francesca Manicone ne L'eccezione della regola
- Ludovica Bebi ne Le strade del male
- Patrizia Mottola in Swallow